# Denis Stevens
Denis William Stevens CBE (High Wycombe, Buckinghamshire (Regne Unit), 2 de març, 1922 - 1 d'abril, 2004), va ser un musicòleg britànic especialitzat en música antiga, director d'orquestra, professor de música i productor de ràdio.

## Joventut
Va assistir a la "Royal Grammar School". D'aquesta escola, va guanyar una beca per llegir idiomes moderns al "Jesus College" d'Oxford el 1940. Durant la Segona Guerra Mundial, va servir com a cripto analista a l'Índia i Birmània. Després de la guerra, va tornar a Oxford per completar la seva carrera. De 1949 a 1954, va ser productor del tercer programa de la BBC. El 1951, juntament amb John McCarthy, Stevens va fundar els Ambrosian Singers.

## Carrera
Entre els seus molts altres treballs, Stevens va completar la tasca de produir el volum suplementari a la 5a edició del "Grove's Dictionary of Music and Musicians", que Eric Blom no havia pogut completar en el moment de la mort de Blom el 1959. Es va publicar el volum suplementari. el 1961. També va col·laborar a "The Stereo Record Guide" fins al 1968.
De 1964 a 1976, va ser professor de musicologia a la Universitat de Colúmbia, Nova York i durant aquest període va escriure sovint en col·laboració amb altres com el crític musical Alec Robertson. El 1995, va ser nomenat professor visitant al "Goldsmiths College" de Londres, la institució que ara acull la seva extensa biblioteca de Monteverdi.
Més conegut pel seu treball sobre els primers compositors italians del barroc, especialment Claudio Monteverdi, i pels seus concerts i enregistraments pioners amb l'"Accademia Monteverdiana" (que va fundar), Stevens va ser nomenat Comandant de l'Ordre de l'Imperi Britànic (CBE) el 1984.

## Publicacions
- Stevens, Denis. (1949). In nomine - Altenglische Kammermusik, für vier und fünf Stimmen. Bärenreiter.
- Stevens, Denis. (1951). The Mulliner Book - Eleven pieces for keyboard instruments. Stainer & Bell.
- Stevens, Denis. (1952). The Mulliner Book - A Commentary. Stainer & Bell.
- Stevens, Denis. (1957). Thomas Tomkins, 1572–1656. Macmillan.
- Stevens, Denis. (1961). Tudor Church Music, 1572–1656. Faber & Faber.
- Tallis, Thomas; Stevens, Denis. (1961). Five hymns - A Cappella, Volume 1. Associated Music Publishers.
- Tallis, Thomas; Stevens, Denis. (1961). Five hymns - Deus Tuorum Millitum (SAATB). Associated Music Publishers.
- Tallis, Thomas; Stevens, Denis. (1961). Five hymns - Jam Christus astra ascenderat (SATTB). Associated Music Publishers.
- Grove, George;  Blom, Eric;  Stevens, Denis. (1961). Dictionary of Music and musicians: Supplementary Volume. St Martin's Press.
- Robertson, Alec;  Stevens, Denis. (1962). A History of Music. Cassell.
- Stevens, Denis. (1965). Altenglische Orgelmusik - Manualiter. Bärenreiter.
- Caldwell, John;  Stevens, Denis. (1966). Early Tudor Organ Music, Volume 6. Stainer and Bell.
- Stevens, Denis. (1967). English Madrigals - For Four Voices. Penguin Books.
- Robertson, Alec; Stevens, Denis. (1969). Pelican History of Music, Harmondsworth, Volumes 1–3. Penguin Books.
- Stevens, Denis. (1970). English Madrigals - For Five Voices. Penguin Books.
- Stevens, Denis (ed.); et al. (1970). Music in Honour of St. Thomas of Canterbury (1118–1170), for Soloists, Choir, Organ Or Other Instruments. Kent: Novello.
- Yonge, Nicolas; Stevens, Denis. (1972). Musica Transalpina. Gregg International.
- Robertson, Alec; Stevens, Denis. (1973). The Pelican History of Music - Renaissance and Baroque. Penguin Books.
- Robertson, Alec; Stevens, Denis. (1977). Historia General de la Música. 1 - Antiguas Formas de Polifonía.
- Conforti, Giovanni Luca; Stevens, Denis. (1981). Musicology: A Practical Guide. Pro/Am Music Resources.
- Monteverdi, Claudio; Stevens, Denis. (1983). L' Orfeo: Favola in Música - Venice 1615. Gregg International.
- Marcello, Benedetto; Stevens, Denis; et el. (1985). Salmo decimoquinto: from Estro poetico-armonico, Vol. III - for alto voice, cello and basso continuo,  Issue 15. Grancino Editions.
- Stevens, Denis. (1989). The Joy of Ornamentation - Rome 1593. Schirmer Books.
- Robertson, Alec;  Stevens, Denis. (1990). Geschichte der Musik, Volume 1. Pawlak.
- Robertson, Alec; Stevens, Denis. (1993). Historia General de la Música - Volume 2. Istmo.
- Stevens, Denis. (1997). Early Music. Kahn & Averill.
- Stevens, Denis. (2001). Monteverdi in Venice. Fairleigh Dickinson University Press.
- Arnold, Franck Thomas; Stevens, Denis. (2003). The Art of Accompaniment from a Thorough-bass: As Practised in the XVIIth & XVIIIth Centuries, Volume 1. Courier Corporation.